# Gare de Fresnoy-le-Grand
Gare de Fresnoy-le-Grand vasútállomás Franciaországban, Fresnoy-le-Grand településen.

## Vasútvonalak
Az állomást az alábbi vasútvonalak érintik:
- Creil–Jeumont-vasútvonal

## Kapcsolódó állomások
A vasútállomáshoz az alábbi állomások vannak a legközelebb:
- Gare de Saint-Quentin
- Gare de Bohain
- Gare d’Aulnoye-Aymeries